# Ivančice
Ivančice är en stad i Tjeckien.   Den ligger i regionen Södra Mähren, i den sydöstra delen av landet, 21 km sydväst om Brno och 180 km sydost om huvudstaden Prag. Ivančice ligger 212 meter över havet och antalet invånare är 9 354.
Terrängen runt Ivančice är varierad. Ivančice ligger nere i en dal. Runt Ivančice är det ganska tätbefolkat, med 120 invånare per kvadratkilometer. Närmaste större samhälle är Brno, 19,7 km nordost om Ivančice. Trakten runt Ivančice består till största delen av jordbruksmark.